# Erdve
Erdve ist eine 2016 gegründete Post-Metal-Band aus Litauen.

## Geschichte
Erdve wurde 2016 von Vaidotas Darulis, Valdas Voveraitis, Kristijonas Nenartavičius und Karolis Urbanavičius in Vilnius gegründet. Die Mitglieder der Gruppe waren bereits zuvor in unterschiedlichen Bands der lokalen Post-Hardcore- und Metal-Szene aktiv. Nachdem Erdve ein erstes Demoband 2017 aufgenommen und in der Szene verbreitet hatte, bestritt die Band einige lokale Konzerte während das Demo der Band einen Vertrag mit dem französischen Label Season of Mist ermöglichte. Über Season of Mist erschien im Februar 2018 die Neuaufnahme des Demos als Debütalbum Vaitojimas erschien. Vaitojimas wurde von Rezensenten mittelmäßig bis positiv beurteilt.

## Stil
Die Gruppe bezeichnet ihren Stil als „Experimental Hardcore Sludge“. In einigen Rezensionen wird die Bezeichnung als Sludge aufgegriffen. Zumeist wird diese Bezeichnung als Teil eines Stilhybrides gleichwertig neben weitere Einflüsse wie Hardcore Punk und Black Metal gestellt. Dabei bemüht die Band in ihrem Pressetext ebenfalls einen entsprechenden Verweis auf diese Musikrichtungen. Weitere Rezensionen ordnen die Musik dem Post-Metal und Post-Hardcore zu. Meredith Schmiedeskamp vom Musikmagazin Rock Hard zieht Vergleiche zu den Genrevertretern Neurosis, Cult of Luna und Dodecahedron. Thomas Sonder vom Metal Hammer hingegen zu Gigandhi.
Laut Schmiedeskamp ist die Musik von „schleppende[n] Rhythmen und tiefe[n] Gitarrenwände[n], gegen die verzerrte Melodien und aufgebrachtes Brüllen in litauischer Sprache ankämpfen“ geprägt. Weitere Rezensionen bestätigen diesen Eindruck und beschreiben das Gitarrenspiel als Rifflastig, Dissonant und Brutal. Währenddessen wird der guttural gebrüllte Gesang als bösartig bezeichnet und dem Hardcore Punk nahe gestellt. Den Texten in Landessprache wird mitunter eine erhöhte Faszination aufgrund eines erweiterten Interpretationsspielraums zugesprochen. Der Rhythmus wird als zäh und Sog-artig gelobt, andererseits als einheitlich und flach kritisiert.

## Diskografie
- 2018: Vaitojimas (Album, Season of Mist)